# Bakar(I) acetilid
Bakar(I) acetilid ili Bakrov acetilid sa formulom Cu2C2 je organsko jedinjenje, koje sadrži 2 atoma ugljenika i ima molekulsku masu od 151,113 . Iako nikada nije okarakterisan rendgenskom kristalografijom, za materijal se to tvrdilo najmanje od 1856. godine. Za jedan oblik se tvrdi da je monohidrat sa formulom Cu
2C
2.H
2O i on je crvenkasto-braon eksplozivni prah.
To je karbid plemenitog metala i veoma je eksplozivan. Kada se zagreje, ova supstanca eksplodira.

## Sinteza
Materijali za koje se smatra da je bakarni acetilid mogu se pripremiti tretiranjem acetilena rastvorom bakar(I) hlorida i amonijaka:
C2H2 (g) + 2 CuCl (s) → Cu2C2 (s) + 2 HCl (g)
Ova reakcija proizvodi crvenkasti čvrsti talog.

## Svojstva
Kada se osuši, bakar acetilid je primarni eksploziv osetljiv na toplotu i udare, osetljiviji od acetilida srebra.
U pogonima za proizvodnju acetilena, smatra se da se bakarni acetilid formira unutar cevi napravljenih od bakra ili legure sa visokim sadržajem bakra, što može dovesti do nasilne eksplozije. To je dovelo do napuštanja bakra koji samo šteti materijalima koji su napravljeni od bakra. Bakarni katalizatori koji se koriste u hemijskoj industriji takođe mogu predstavljati određeni stepen rizika pod određenim uslovima.

## Hemijska svojstva
Bakar(I) acetilid je nestabilno jedinjenje. Na vazduhu oksidira u bakar(II) acetilid i bakar(II) oksid:
2Cu2C2 + Oh2 → 2CuC2 + 2CuO
Podložnost oksidaciji je tolika da nije moguće dobiti proizvod čistoće veće od 95% pripremanjem na vazduhu.
Tokom oksidacije čistim kiseonikom nastaju bakar(I) oksid i grafit
2Cu2C2 + Oh2 → 2Cu2O + 4C
Rastvara se u razblaženim mineralnim kiselinama uz oslobađanje acetilena i odgovarajuće soli bakra(I).
Cu2C2 + H2SO4 → Cu2SO4 + C2H2
Do raspadanja sa oslobađanjem acetilena dolazi i u reakciji sa vodenim rastvorom kalijum cijanida:
Cu2C2 + 8KCN + 2H2O → C2H2↑ + 2K3[Cu(CN)4] + 2KOH
Kada se hidrat zagreje u vakuumu, on se razlaže na metalni bakar, grafit i vodu:
Cu2C2·H2O → 2Cu + 2C + H2O
U suvom stanju je vrlo osetljiv na udarce i može eksplodirati prilikom udara. Jedna je od retkih supstanci koja nakon eksplozije ne oslobađa nikakve gasne proizvode. U isparenjima hlora, broma i joda može doći do spontanog paljenja. U reakciji sa srebrnim nitratom može stvoriti eksplozivne smeše koje sadrže srebrni acetilid.
Cu2C2 + 2AgNO3 → Ag2C2 + 2CuNO3
Prisustvo acetilena u visokolegiranim bakarnim cevima dovodi do stvaranja bakar(I) acetilida, što može rezultirati naglim eksplozijama unutar njih.
U izvornoj literaturi postoje neslaganja u pogledu temperature koja izaziva spontano eksplozivno raspadanje. Prema Priručniku za neorganske hemikalije, eksplozija nastaje kada se zagreje iznad 100 °C (212 °F; 373 K), dok Enciklopedija eksploziva i srodnih predmeta navodi temperaturu od 120 °C (248 °F; 393 K), uz napomenu da su veće vrednosti takođe date u literaturi: tačka paljenja 150 °C (302 °F; 423 K) i temperatura eksplozije od oko 170 °C (338 °F; 443 K) na vazduhu i raspadanje na oko 265 °C (509 °F; 538 K) u visokom vakuumu.

## Osobine
| Osobina                  | Vrednost |
| ------------------------ | -------- |
| Broj akceptora vodonika  | 0        |
| Broj donora vodonika     | 0        |
| Broj rotacionih veza     | 0        |
| Particioni koeficijent ( | 0,0      |
| Rastvorljivost (logS, log(mol/L))       | 2,7      |
| Polarna površina (PSA, Å2)  | 92,0     |

## Reakcije
Bakar acetilid je supstrat Glejzerovog spajanja za formiranje poliina. U tipičnoj reakciji, suspenzija Cu
2C
2.H
2O u amonijačnom rastvoru se tretira vazduhom. Bakar je oksidovan u Cu2+
 i formira plavi rastvorljivi kompleks sa amonijakom, ostavljajući iza sebe crni čvrsti talog. Za poslednje se tvrdi da se sastoji od karbina, neuhvatljivog alotropa ugljenika:
Cu+
 −C(≡C−C≡)nC− Cu+

Ovo tumačenje je osporeno.
Sveže pripremljeni acetilid bakra reaguje sa hlorovodoničnom kiselinom i formira acetilen i bakar(I) hlorid. Uzorci koji su stari uz izlaganje vazduhu ili jonima bakra(II) oslobađaju i više poliine H(−C≡C−)nH, sa n vrednostima od 2 do 6, kada se razlaže hlorovodoničnom kiselinom. „Ugljenični“ ostatak ove dekompozicije takođe ima spektralni potpis (−C≡C−)n lanaca. Pretpostavlja se da oksidacija izaziva polimerizaciju acetilidnih anjona C2−
2 čvrstom stanju u anjone karbinskog tipa. C(≡C−C≡)nC2− ili anjone polikumulenskog tipa C(=C=C=)mC4−.
Termičko raspadanje acetilida bakra u vakuumu nije eksplozivno i ostavlja bakar u obliku finog praha na dnu balona, dok se na zidove taloži pahuljasti vrlo fini ugljenični prah. Na osnovu spektralnih podataka, za ovaj prah se tvrdilo da je karbin C(−C≡C−)nC, a ne grafit kako se očekivalo.

## Korišćenje
Zbog svoje visoke osetljivosti, nema neke posebne koristi, ali reakcija koju proizvodi može se koristiti za proveru prisustva acetilena:
C2H2 + 2CuCl → C2Cu2 + 2HCl
Acetilen reaguje sa bakrovim hloridom da bi dao bakar karbid i hlorovodoničnu kiselinu.

## Aplikacije
Iako nije praktično koristan kao eksploziv zbog visoke osetljivosti, zanimljiv je kao kuriozitet jer je jedan od vrlo retkih eksploziva koji pri detonaciji ne oslobađa nikakve gasovite produkte.
Formiranje bakar acetilida kada se gas propušta kroz rastvor bakar(I) hlorida koristi se kao test za prisustvo acetilena.
Reakcije između Cu+ i alkina se dešavaju samo ako je prisutan terminalni vodonik (jer je blago kiseo po prirodi). Dakle, ova reakcija se koristi za identifikaciju terminalnih alkina.

## Literatura
- Clayden, Jonathan; Greeves, Nick; Warren, Stuart; Wothers, Peter (2001). Organic Chemistry (I изд.). Oxford University Press. ISBN 978-0-19-850346-0.
- Smith, Michael B.; March, Jerry (2007). Advanced Organic Chemistry: Reactions, Mechanisms, and Structure (6th изд.). New York: Wiley-Interscience. ISBN 0-471-72091-7.